# Katarína Kucbelová

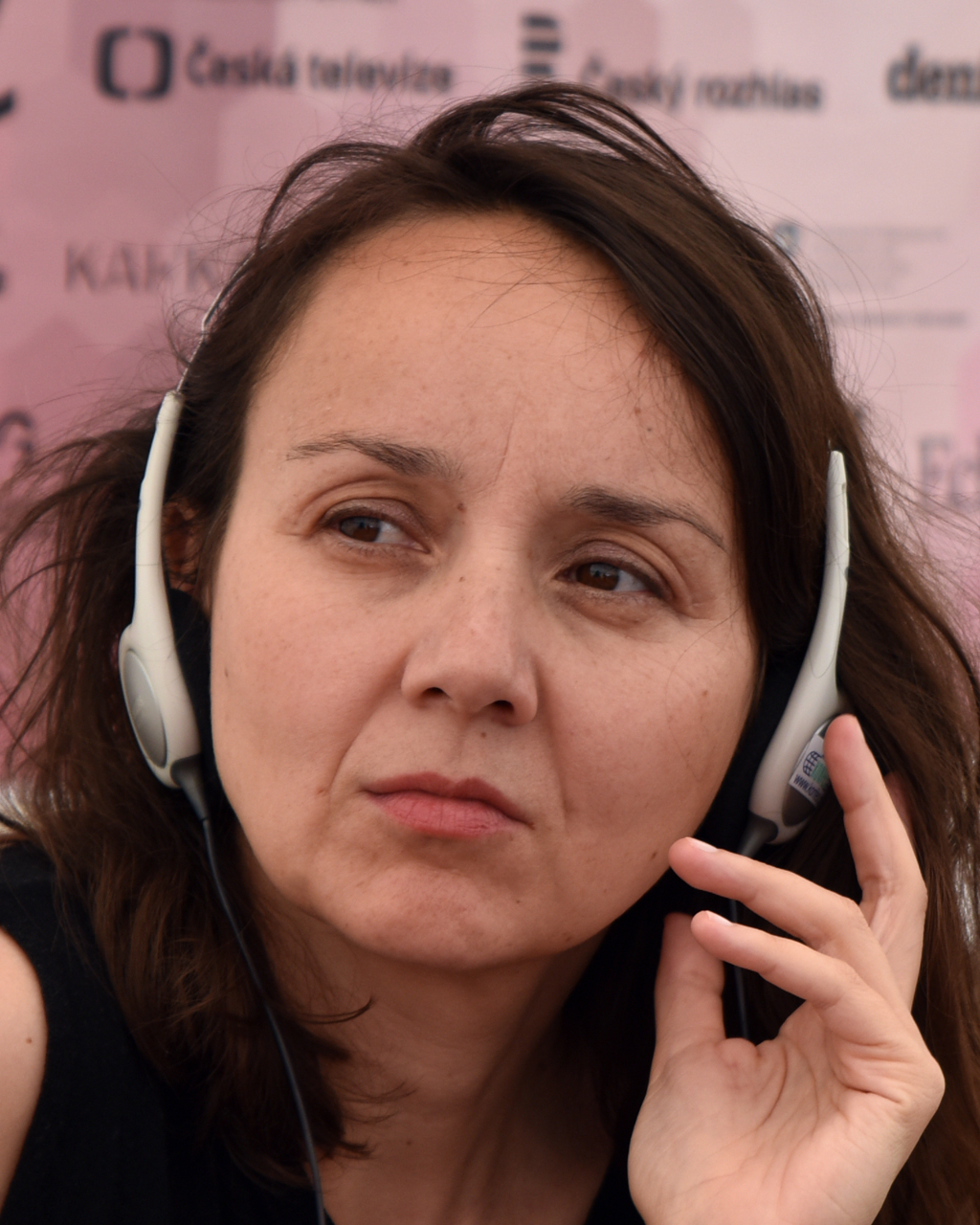
Katarína Kucbelová

Katarína Kucbelová (geboren 28. August 1979 in Banská Bystrica) ist eine slowakische Schriftstellerin.

## Leben
Katarína Kucbelová studierte von 1997 bis 2002 Dramaturgie und Drehbuch an der Hochschule für Musische Künste Bratislava. Sie lebt seither in Bratislava. Sie arbeitete als Texterin in der Werbebranche, als Kulturmanagerin und organisierte bis 2012 den Literaturpreis Anasoft litera und organisiert das internationale Literaturfestival Ars litera in Bratislava.
Kucbelová veröffentlichte 2003 mit Duály ihren ersten Gedichtband. Es folgten weitere Gedichte und 2019 die Novelle Čepiec, die 2020 auf der Shortlist des Literaturpreises Anasoft stand und 2023 auf der Shortlist des Angelus Preises in der polnischen Übersetzung.

## Werke (Auswahl)
- Duály. Bratislava : Drewo a srd, 2003
- Šport. Bratislava : Drewo a srd, 2006
- Malé veľké mesto. Bratislava : Ars poetica, 2008
- Vie, čo urobí. Bratislava : Artforum, 2013
- Čepiec. Novelle. Bratislava : Slovart, 2019
  - Die Haube : Impressionen aus einem Randgebiet. Übersetzung, Nachwort Eva Profousová. Zürich : INK Press, 2023
- K bielej. Bratislava : Skalná ruža, Kordíky, 2022
- Modrosleposť. Roman. Bratislava : Slovart, 2023